# Retrocitomyia paraguayensis
Retrocitomyia paraguayensis är en tvåvingeart som beskrevs av Guilherme A.M.Lopes 1985. Retrocitomyia paraguayensis ingår i släktet Retrocitomyia och familjen köttflugor.
Artens utbredningsområde är Paraguay. Inga underarter finns listade i Catalogue of Life.